# Хроніки від Фортінбраса

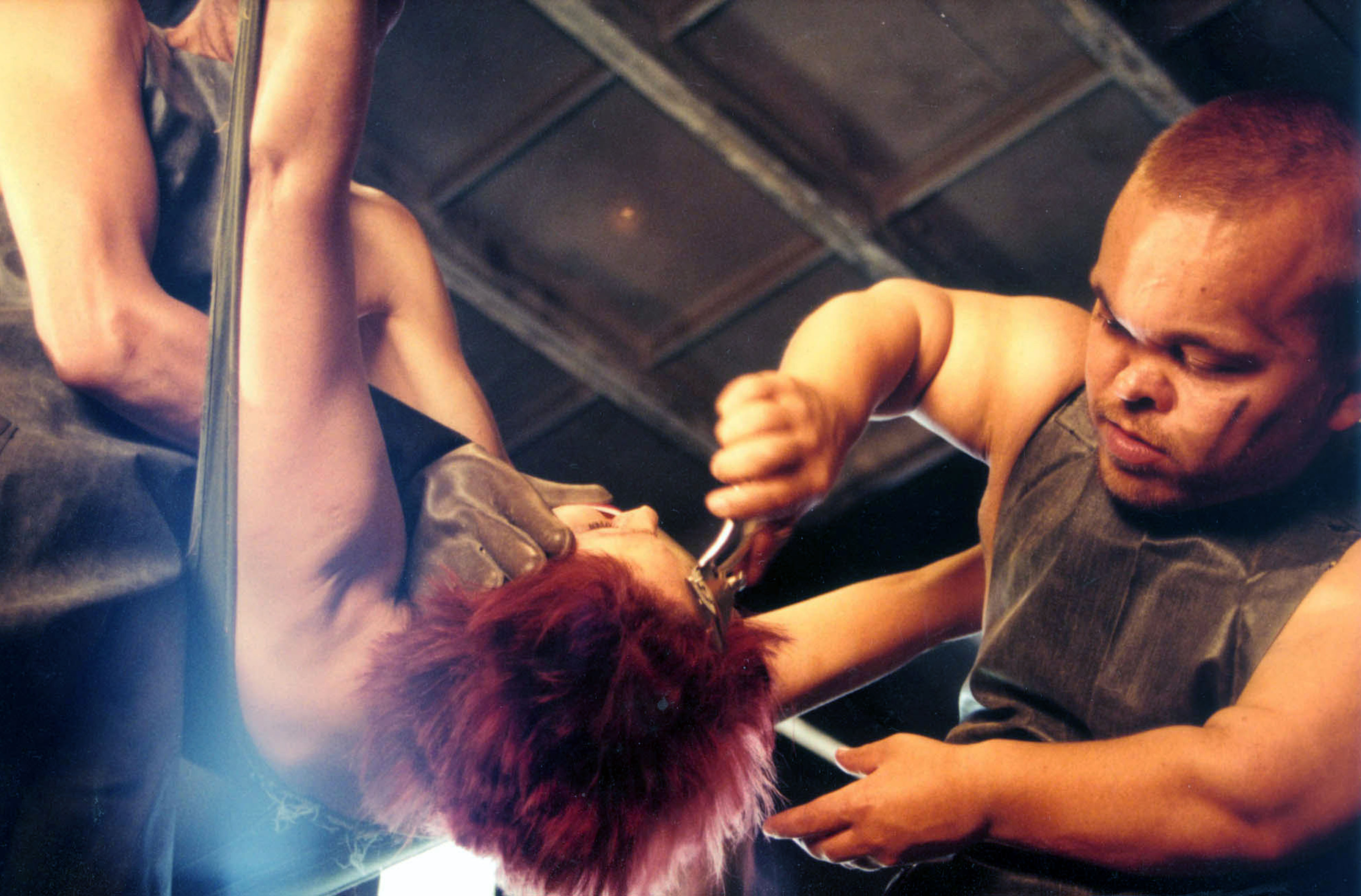
Оксана Чепелик. Кадр з фільму «Хроніки від Фортінбраса”, 35 мм, 30 хв., 2001

«Хроніки від Фортінбраса» — український фільм-перформенс режисера Чепелик Оксани і Оксани Забужко, за мотивами однойменної книги Оксани Забужко, що відкриває проблему гендерних стереотипів і тоталітарних заборон минулого.

## Опис
Оксана Забужко стала однією із перших вітчизняних дослідниць, які привнесли на українське публіцистичне поле питання гендеру, фемінізму та постколоніалізму. 1996 року друком вийшов її роман «Польові дослідження з українського сексу», який одразу приніс Забужко скандальну славу письменниці, яка зриває покрови із сексуального життя українок та їхніх чоловіків.
1999 року вона опублікувала збірку есеїв «Хроніки від Фортінбраса», які стали теоретичним коментарем до роману. В есеях Забужко знову звернулася до «жіночого питання», вказуючи на важливість аналізу травм «нашої колоніальної історії у гендерному аспекті». Зокрема вона зазначала, що тоталітарна влада намагалася повністю контролювати тілесне та сексуальне життя своїх громадян, починаючи від способу організації їхнього життєвого простору, закінчуючи мовою, якою вони розмовляли.
Художниця та режисерка Оксана Чепелик зняла не один десяток експериментальних фільмів. Сценарій екранізації «Хронік від Фортінбраса» вона починала писати разом із Оксаною Забужко, але потім письменниця відмовилася від роботи, вважаючи себе насамперед літератором, а не кінематографістом. І попри те, що збірка присвячена не лише гендерній критиці, режисерка зосередилася саме на печальному образі української поневоленої жінки.
На початку цієї півгодинної картини у павільйон заходить молода, гарно вбрана жінка. Її зустрічають два карлики. Вони підвішують її за ноги та руки до стелі на тросах, роздягають і починають бавитися із її «розіп'ятим» тілом. Тим часом за кадром звучить текст із «Хронік від Фортінбраса». По суті — це зафільмований перформанс, в якому метафорична узагальнена жінка потрапляє у «підвішене становище» і стає жертвою жорстоких і безглуздих ігор ницих господарів життя.